# Casalmaiocco
Casalmaiocco est une commune de la province de Lodi, dans la région Lombardie, en Italie.

## Administration
| Période                                  | Période  | Identité        | Étiquette    | Qualité      |
| ---------------------------------------- | -------- | --------------- | ------------ | ------------ |
| 8 juin 2009                              | En cours | Pietro Segalini | lista civica | centrodestra |
| Les données manquantes sont à compléter. |          |                 |              |              |

### Hameaux
Madonnina.

### Communes limitrophes
Mulazzano, Dresano, Vizzolo Predabissi, Tavazzano con Villavesco, Sordio.